# Народна библиотека Братунац
Народна библиотека Братунац је јавна и централна библиотека општине Братунац. Библиотека врши стручни надзор и организује рад у библиотекама Основних школа и Средње школе. Књижни фонд је богат и разноврстан, а чини га око 34.000 јединица библиотечке грађе. Библиотека се налази у просторијама Центра за културу, у самом центру града.

## Историјат
Јавна установа „Народна библиотека Братунац“ је почела са радом 1960. године. Функционише и финасира се средствима Министрства просвјете и културе и Општине Братунац, као оснивача. Библиотека функционише у оквиру Центра за културу. Смјештена је у новом, модерно опремљеном простору, површине 180 m², након што је дуги низ година, од свог оснивања, до изградње новог Центра за културу, библиотека промијенила велики број просторија. Од преко 34 000 библиотечких јединица колико библиотека посједује, више од 15 000 односи се на публикације за дјецу.

## Организација
У библиотеци постоји:
- Дјечије одјељење,
- читаоница,
- мултимедијална библиотека са четири рачунара.[тражи се извор]